# Svänghjul

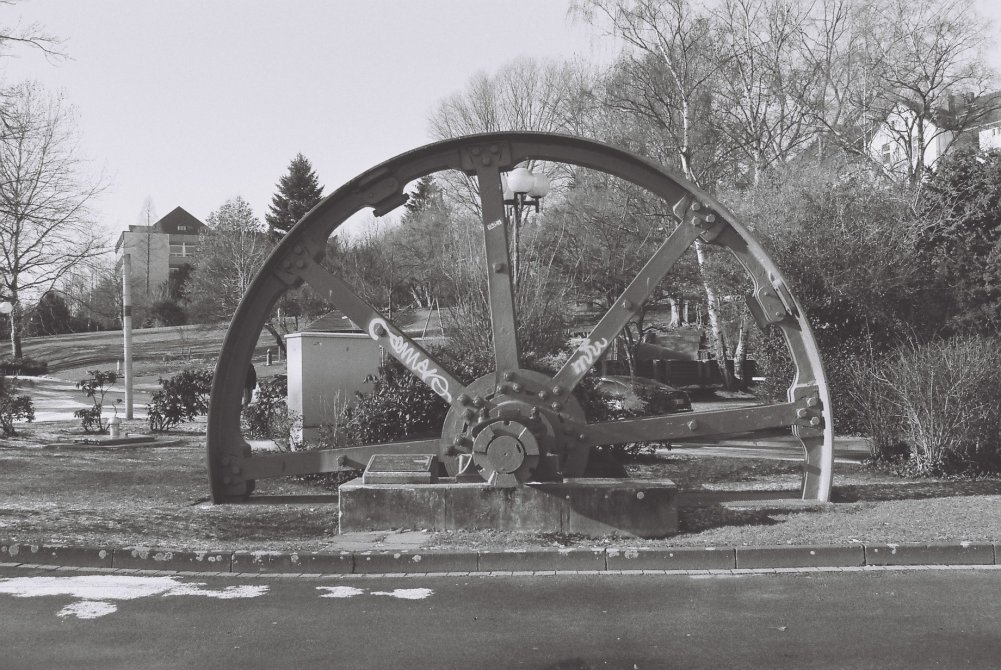
Gammalt svänghjul

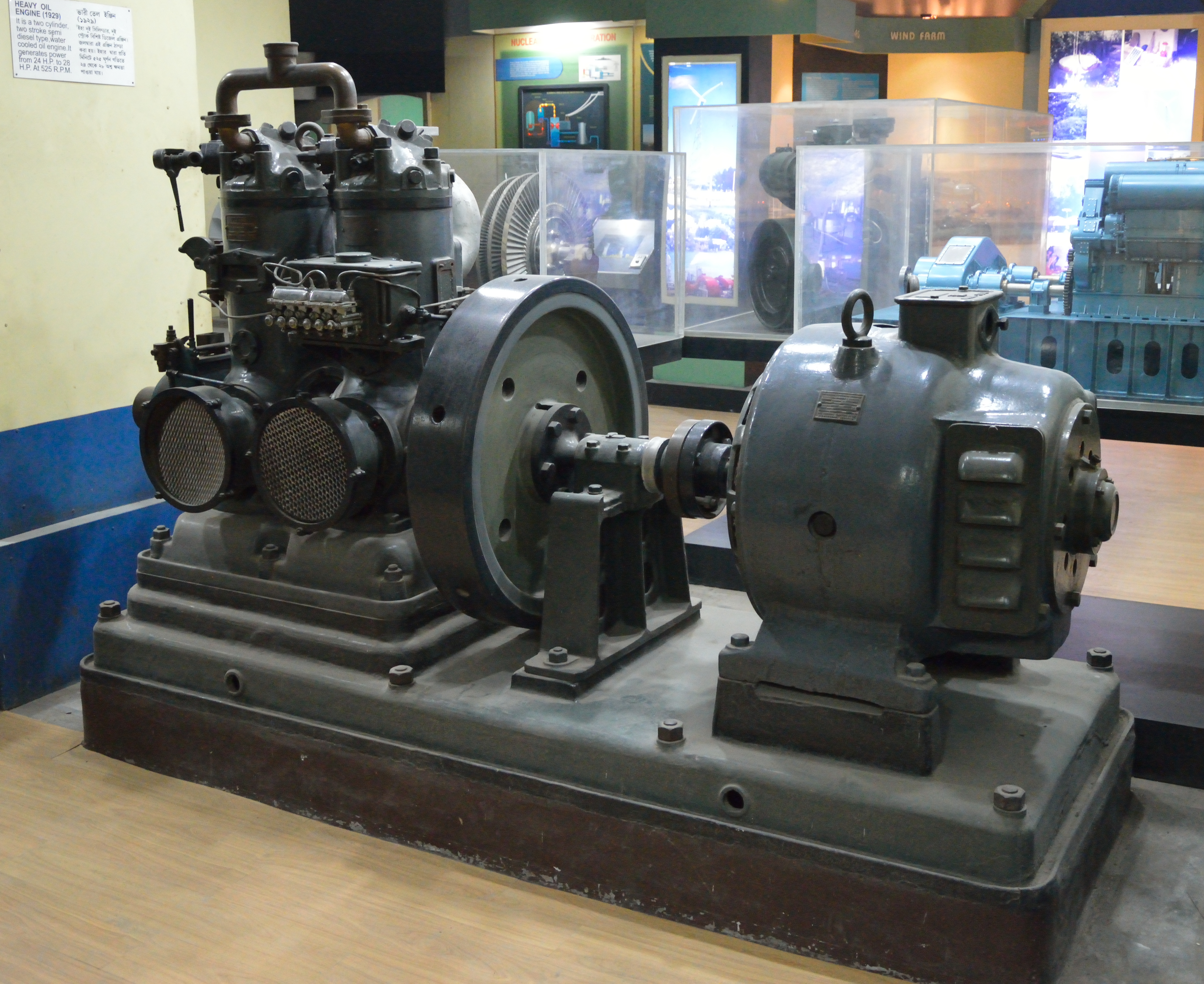
Svänghjul på en generator driven av en kolvmotor

Ett svänghjul eller balanshjul är en mekanisk anordning vars syfte är att lagra rörelseenergi. Dels kan det vara för att tillfälligt spara energin för senare användning, till exempel på så kallade svänghjulsbussar, och för att jämna ut hastigheten på en roterande rörelse som tillförs energi stötvis, till exempel axeln i en kolvmotor eller ångmaskin. Ett exempel är det svänghjul som finns mellan motor och växellåda för en vanlig bilmotor med manuell växellåda.
Förr användes svänghjul av gjutjärn. Ett sådant svänghjul användes upp till en periferihastighet av 2000 meter per minut.
Genom koppling till motor och generator kan elektrisk energi lagras, för kortare eller längre tid, typiskt mellan sekunder och timmar. Svänghjulsbaserad energilagring är i många fall jämförbar med batterier i prestanda och ekonomi.
Under senare tid[när?] har lätta svänghjul dykt upp på marknaden. Då energimängden ökar med kvadraten på hastigheten, men bara linjärt mot massan, kan dessa göras mycket lätta och små om bara hastigheten kan hållas uppe. Det som dock har orsakat problem är hur lagring skall kunna ske utan att få problem med livslängd och värme. Detta kan dock lösas med homopolära elektrodynamiska lager (EDB) eller aktiva magnetlager (AMB) som dock är väsentligt mycket dyrare än de förstnämnda.  
Svänghjulsträning användas även för att generera motstånd för effektiv styrketräning av bland andra Exxentric.